# Юкаликуль
Юкаликуль (баш. Йүкәлекүл) — деревня в Дюртюлинском районе Республики Башкортостан Российской Федерации. Входит в состав Такарликовского сельсовета.

## География

### Географическое положение
Расстояние до:
- районного центра (Дюртюли): 13 км,
- центра сельсовета (Иванаево): 10 км,
- ближайшей ж/д станции (Буздяк): 133 км.

## Население
| 2002 | 2009 | 2010 |
| ---- | ---- | ---- |
| 97   | ↗115 | ↘100 |

### Национальный состав
Согласно переписи 2002 года, преобладающая национальность — татары (85 %).

## Религия
В деревне есть мечеть.